# Al Tsantiri News
Al Tsantiri News (греч. Αλ τσαντίρι νιουζ) — сатирическое еженедельные телешоу Лакиса Лазопулоса, выходящее с 2004 года на телеканале Alpha TV.

## Обзор программы
«Al Tsantiri News» — программа сатирического и политического содержания, созданная греческим актером, сценаристом и режиссёром Лакисом Лазопулососом, который также выступает в роли её ведущего. С момента выхода в эфир первого выпуска телешоу завоевало симпатии зрителей и критиков, еженедельно освещая проблемы политической жизни страны, а также будничные проблемы рядовых греков.
Программа имеет стабильно высокие рейтинги, иногда очень высокие для греческого телевидения (например, 64,2 % зрительской аудитории для трансляции во вторник, зафиксировано 18 декабря 2007). Правда, критики в СМИ время от времени выражают обеспокоенность по поводу путаницы между вымышленными художественными персонажами, которые представляются в шоу, и реальными лицами, а также точностью освещаемых фактов в программе. Вместе с тем сам Лазопулос комментирует такие упреки нейтрально, подчеркивая, что его шоу сатирическое.
«Al Tsantiri News» также отличается от других телешоу «живыми» выступлениями греческих популярных звезд. Так, в эфир приглашались Димитрис Митропанос, Никос Папазоглу, Антонис Ремос, Михалис Хадзияннис, группа Onirama, Элефтерия Арванитаки, Димитра Галани и другие.